# Cyril Northcote Parkinson
Cyril Northcote Parkinson (Barnard Castle, 30 luglio 1909 – Canterbury, 9 marzo 1993) è stato uno storico navale britannico autore di una sessantina di libri, il più famoso dei quali, il best seller La legge di Parkinson (Parkinson's Law), lo portò ad essere considerato anche un importante studioso nel campo della pubblica amministrazione.

## Vita giovanile e istruzione
Cyril N. Parkinson era il figlio più giovane di William Edward Parkinson (1871–1927), un maestro d'arte alla North East County School e dal 1913 preside della York School of Arts and Crafts e di sua moglie Rose Emily Mary Curnow (nata nel 1877). Da giovane frequentò la St. Peter's School, dove nel 1929 vinse un premio di studio per la storia all'Emmanuel College dell'Università di Cambridge. Ricevette il diploma di Bachelor nel 1932. Prima di riceverlo, Parkinson si dedicò alla storia navale, interesse che portò avanti quando la famiglia Pellew gli diede accesso a carte della famiglia al National Maritime Museum, che era stato fondato da poco. Quelle carte formarono le basi del suo primo libro Edward Pellew, Viscount Exmouth, Admiral of the Red. Nel 1934, mentre era iscritto come uno studente diplomato al King's College London, scrisse la tesi di dottorato intitolata Trade and War in the Eastern Seas, 1803-1810, che fu premiata con il Julian Corbett Prize in Naval History per il 1935.

## Carriera accademica e militare
Quando era ancora uno studente laureato nel 1934, Parkinson fu arruolato come ufficiale nel Territorial Army come membro del 22º Reggimento di Londra (della Regina), in seguito nello stesso anno fu promosso a tenente, e comandò una compagnia di fanteria al giubileo di re Giorgio V nel 1935. Nello stesso anno l'Emmanuel College di Cambridge lo elesse come membro ricercatore. Mentre era a Cambridge, comandò un'unità di fanteria del Officers' Training Corps dell'Università di Cambridge. Fu promosso capitano nel 1937.
Dal 1938 al 1945, tenne varie posizioni in sequenza, prima diventando professore anziano di storia alla Blundell's School di Tiverton nel 1938 (e anche capitano nell'OTC della scuola), quindi istruttore al Britannia Royal Naval College a Dartmouth nel 1939. Nel 1940 entrò nel Queen's Royal Regiment come capitano e svolse varie ruoli come personale e come insegnante militare in Gran Bretagna. Nel 1943 sposò Ethelwyn Edith Graves (nata nel 1915), una infermiera insegnante al Middlesex Hospital, con la quale avrebbe avuto due bambini.
Smobilitato come maggiore nel 1945, fu un lettore designato in storia alla University of Liverpool dal 1946 al 1949. Nel 1950, fu designato Raffles Professor di storia all'University of Malaya, che era appena stata fondata, a Singapore. Mentre era lì, cominciò un'importante serie di monografie storiche sulla storia della Malesia Peninsulare, pubblicando il primo della serie nel 1960. un movimento si sviluppò a metà degli anni 1950 per fondare due campus, uno a Kuala Lumpur e uno a Singapore. Parkinson tentò attivamente di convincere le autorità ad evitare di dividere l'università e mantenerne una unica a Johor Bahru, che servisse sia Singapore, sia la Malesia. I suoi sforzi non ebbero successo e i due campus furono creati nel 1959. Il campus originario di Singapore, dove Parkinson insegnava, divenne successivamente l'University of Singapore.
Parkinson e sua moglie divorziarono nel 1952, e lui sposò la scrittrice e giornalista Ann Fry (1921–1983), con la quale ebbe due figli e una figlia. Nel 1958, mentre era ancora a Singapore, Parkinson pubblicò il suo lavoro più famoso, Parkinson's Law, tradotto in italiano con il titolo La legge di Parkinson, un libro che espanse partendo da un articolo umoristico che averva presentato per la prima volta sulla rivista Economist nel novembre del 1955, in cui ironizzava sulla burocrazia governativa. Il libro di 100 pagine, pubblicato prima negli Stati Uniti d'America - e poi in Gran Bretagna - fu illustrato da Osbert Lancaster e divenne immediatamente un best seller. Questa raccolta di studi brevi spiegavano l'inevitabilità dell'espansione burocratica, sostenendo che "il lavoro dura sempre quel tanto che è necessario a colmare il tempo disponibile per compierlo." Tipico del suo umorismo satirico e cinico, il libro comprende un discorso sulla "Legge di Parkinson della banalità" (che tratta delle spese di una centrale nucleare, una rimessa per le biciclette e un rinfresco), una nota perché guidare a sinistra (vedi trasporto su strada) è naturale, e prevede che la Royal Navy avrà prima o poi più ammiragli che navi.
Dopo aver servito come professore in visita all'Harvard University nel 1958, e all'University of Illinois at Urbana–Champaign e all'University of California a Berkeley nel 1959- 60, si dimise dall'University of Malaya a Singapore per diventare uno scrittore indipendente e una celebrità. Per evitare l'alta tassazione in Gran Bretagna, si spostò nelle Isole del Canale e si stabilì a Saint Martin (a Guernsey), dove comprò Les Caches Hall e successivamente restaurò Annesville Manor. Gli scritti di questo periodo comprendono una serie di romanzi storici, che hanno come protagonista un ufficiale di marina immaginario di Guernsey, Richard Delancey, durante l'Età napoleonica.
Dopo la morte della sua seconda moglie nel 1984, si sposò una terza volta, nel 1985 con Iris Hilda Waters (morta nel 1994) e si spostò nell'Isola di Man. Dopo aver soggiornato per due anni in questo luogo, si spostarono a Canterbury nel Kent , dove Parkinson morì nel marzo del 1993, all'età di 83 anni. Fu sepolto a Canterbury